# 周翰 (少将)
周翰（1895年—？），字权初，湖南平江县人。中华民国将领。

## 生平
毕业于保定陆军军官学校第二期辎重科。民国初年，任湖南督军副官长、团长，后任广东军政府军需处处长。1925年后，在南昌绥靖公署任职。1931年，任湖南省会警备司令部参谋长。1934年5月，兼任湖南长沙市公安局局长。1938年4月，任安徽省第四区行政督察专员兼保安司令。1942年11月，任国民政府军事参议院参议。1946年7月晋升为少将。其后情况不明。